# 眺尾橋
眺尾橋（ながおばし）は、千葉県南房総市白浜町滝口にある、長尾川に架かる石造アーチ橋である。「長尾橋」とも表記され、「めがね橋」の名でも呼ばれる。3連の眼鏡橋は全国的に見ても数は少なく、関東地方ではこの橋だけである。

## 名称
架橋時に建てられた袖柱には橋の名をひらがな（「ながをばし」）と漢字で記したものがあったが、長い時間経過の中で一部欠損している。漢字表記の袖柱は一文字目の上部2/3が失われていたため、1993年に補修を行った際にもともとの表記が「眺」であると推定して補作している。「長尾橋」と表記されることもあり、付近の交差点は「長尾橋脇交差点」となっている。
「めがね橋」はその形状から呼ばれた愛称であったが、1989年に千葉県がこの橋を県有形文化財とした際、「めがね橋」の名で指定している。

## 歴史
1888年（明治21年）3月に架設。設計・施工にあたったのは地元の石工であり、総工費399円40銭もまた地元の有志達の寄付によって賄われたとされる。橋のたもとには伊豆石が用いられているが、本体に使用されている切石は「みずるめ石」と呼ばれ、橋より南南東方向に900mの海岸線にある「みずるめ」という石切場から採掘されたものである。
1917年（大正6年）に発生した長尾川の大洪水や、1923年（大正12年）の関東大震災にも耐え、第二次世界大戦中には近隣に駐屯した日本軍の戦車も往来した。
1978年（昭和53年）、白浜町（現・南房総市）は、眺尾橋を「町有形文化財」に指定。傷みが激しかったことから、自動車の通行を禁止した。1989年（平成元年）3月10日、千葉県の「県有形文化財」の指定を受けた。1993年より2年をかけて補修が行われている。橋の周辺や護岸は整備、保存され、地域のシンボルとして町おこしに活用されている。
2005年（平成17年）には「土木学会選奨土木遺産」に認定されている。